# Meneses Paredes
Juvêncio Augusto de Menezes Paredes (Pelotas, 6 de setembro de 1848 — São Gabriel, 1882) foi um professor, literato, jornalista e político brasileiro.
Foi professor público estadual, lecionando na Feitoria Velha de São Leopoldo. Viveu algum tempo em Porto Alegre, onde deu aulas no prestigiado Colégio União.
Em 1868 estava entre os fundadores da lendária Sociedade Partenon Literário, sendo assíduo colaborador da Revista Mensal do Partenon e membro da Comissão Editorial. Foi co-autor, com Apolinário Porto Alegre, do drama Jovita. Em Pelotas foi colaborador do Jornal de Pelotas, da revista literária Arcádia, e lá publicou um livro de poesia, Parietárias (1873), contendo o primeiro poema conhecido que tem a cidade como tema. Elegeu-se deputado à Assembleia Provincial em 1881, falecendo no exercício do mandato.
Foi o primeiro patrono da cadeira nº 23 da Academia Rio-Grandense de Letras, mas perdeu a homenagem na reforma de 1910. Diz Aquiles Porto Alegre que era um boêmio incorrigível, mas "bom poeta", produzindo "cantos repassados de uma suave melancolia, que eram então, a exclusiva maneira de trovar dos poetas de meio século atrás. Além de poeta era orador. Tinha a expressão fácil, belas imagens e extrema correção. Parecia que as frases irrompiam-lhe brunidas, luminosas, como sobre elas refletissem as cores vistosas do arco-íris". Segundo Loner, Gill & Magalhães, foi poeta de relevo e um dos principais literatos ativos na região de Pelotas em sua geração.
Escreveu biografias de David Canabarro (1874) e do padre Luiz Manuel Gonçalves Brito, vigário de Porto Alegre (1873). Fez parte da comissão de redação da primeira edição da Revista Mensal da Sociedade Parthenon Litterario, participando também de sessão da sociedade em que foi discutida a tese histórica Como deve ser considerado Juarez perante a história?.
Com sua obra literária caracteristicamente triste e desalentadora, publicou volume de poesias Parietárias (1863) e Entre parentes (1877), além de ter colaborado com Jovita (1869), de Apolinário Porto-Alegre. Parietárias, apesar do sucesso no Brasil, sofreu um virulento ataque em Portugal, por parte de Camilo Castelo Branco. Escreveu também folhetins para o jornal Inúbia, como Dois anjos (1868) e Mulher dos olhos negros (1868-?). Outras de suas obras incluem o poema Meu amor (horas íntimas) (1873) e o drama teatral Coroa de Martyrios (1874).